# Torre de Saladillo
La Torre de Saladillo, también llamada Torre Lançe del Saladillo, es una torre almenara situada en el litoral del municipio de Estepona, en la provincia de Málaga, Andalucía, España.
Se trata de una torre de una altura de unos 11 metros y un perímetro de unos 23 metros. Está situada en la playa del Saladillo y fue construida en la segunda mitad del siglo XVI. 
Al igual que otras torres almenaras del litoral mediterráneo andaluz, la torre formaba parte de un sistema de vigilancia de la costa empleado por árabes y cristianos y, como las demás torres, está declarada Bien de Interés Cultural. En la costa de Estepona existen 7 de estas torres. 